# 2017年亞洲棒球錦標賽
2017年亞洲棒球錦標賽（英語：2017 Asian Baseball Championship），是第廿八屆亞洲棒球錦標賽，於2017年10月2日至10月8日在台灣新北市（新莊棒球場）與台北市（天母棒球場）舉行。共有七支隊伍參加本屆比賽。

## 外部連結
- 亞洲棒球總會／競賽結果（页面存档备份，存于）【官網】
- 中華民國棒球協會／賽事頁面（页面存档备份，存于）【官網】